# إنزيم نازع لهيدروجين اللاكتات

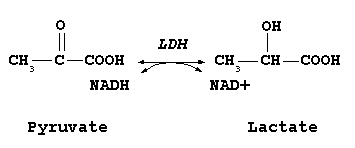
التفاعل الذي يتواسطُه الإنزيم

نازعة هيدروجين اللاكتات (بالإنجليزية: Lactate dehydrogenase)‏ ويُدعى اختصاراً LDH، وَهُوَ إنزيم رُباعي الوِحدات يَتكون مِن وحدتان من نوع H (حمضية) والآخريين من نوع M (قاعدية)، وَيكون الجُزء الرُباعي فَقط هو الفَعال في الإِنزيم، وَيتواسط التفاعل الذي يحول اللاكتات إلى بيروفات وكذلك التفاعل المعاكس، يُعتبر من الأمثلة على نظائر الإنزيمات، حيث يَملك خمسة نظائر يتركز كل نظير مِنها في نَسج مُعين من جسم الإنسان، يبلغ تركيز الإنزيمات النازعة لهيدروجين اللاكتات في الدم 105 - 333 وحدة دولية/لتر ويدل ارتفاع التركيز على أذية نسيجية معينة.

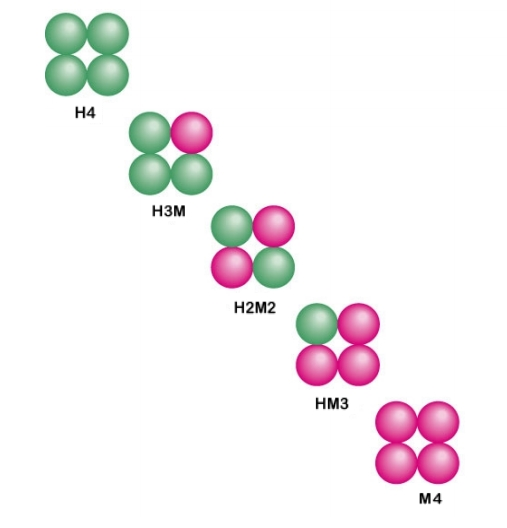
صورة تظهر تركيب النظائر الإنزيمية الخَمس للإنزيمات النازعة لحمض اللبن

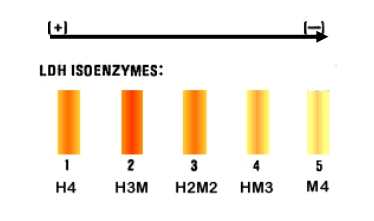
صورة تُظهر الاختلاف بين النظائر الخمسة للإنزيمات النازعة لحمض اللبن أثناء الرَحلان الكهربائي

## النظائر
يَمتلك الإنزيم النازع لهيدروجين اللاكتات خمس نَظائر، كَالتالي:
| النوع | التَركيب | مَكان التَواجد                        | المستوى الطبيعي | الارتفاع                                    |
| ----- | ------- | ----------------------------------- | --------------- | ------------------------------------------- |
| LDH1  | HHHH    | في القَلب وَكريات الدَم الحَمراء        | 17-27%          | يَرتفع في حالات احتشاء عضلة القلب            |
| LDH2  | HHHM    | في القَلب وَكريات الدَم الحَمراء        | 27-37%          | يرتَفع في حالة الجَلطة القَلبية                |
| LDH3  | HHMM    | في الدِماغ والكِلية وَالعَضلات الهيكلية | 18-25%          |                                             |
| LDH4  | HMMM    | في العَضلات الهيكلية والكَبِد          | 8-16%           |                                             |
| LDH5  | MMMM    | في العَضلات الهيكلية والكَبِد          | 6-16%           | يَرتفع في حالات أمرض الكبد والعضلات المخططه. |

وَتُستخدم الإنزيمات النازعة لحمض اللبن كَواسمات جزيئية في تشخيص الأَمراض، ومثال ذلك: عند تَعرض أنسجة القَلب للتَلف يتم إفراز الإنزيمات النازعة لحمض اللبن في الدَم، وبعد فترة وَجيزة مِن حُصول النوبة القَلبية يزداد مُستوى هذه الإنزيمات في الدَم بشكل غير طَبيعي، وتُصبح كَمية الإنزيم النازع لحمض اللبن الثاني أكثر من كمية الإنزيم النازع لحمض اللبن الأول، وبعد مُرور 12 ساعة تُصبح كَميتهما مُتساوية تقريباً، وبعد مُضي 24 ساعة تصبح كمية الإنزيم النازع الأول أكثر من كمية الإنزيم النازع الثاني، وبالتالي يتم اعتبار التغيير في النسبة بين النظير الأول والثاني بالإضافة إلى التَغيير في نظائر كيناز الكرياتين من الأدلة القَوية على حصول احتشاء عضلة القلب.

## انظر أَيضاً
- إنزيم
- نظير إنزيمي
- نازعة هيدروجين الألدهيد